# Pacific (Washington)
Pacific ist eine Stadt (City) im King County und im Pierce County im US-Bundesstaat Washington. Primär im King County gelegen, hatte Pacific zum United States Census 2020 7235 Einwohner. Wie sein nördlicher Nachbar Algona wird Pacific manchmal fälschlicherweise für einen Teil von Auburn gehalten.

## Geschichte
Pacific wurde am 10. August 1906 von dem Immobilienspekulanten Clarence Dayton Hillman als „C.D. Hillman’s Pacific City Addition to the City of Seattle“ parzelliert. Die offizielle Anerkennung erfolgte am 10. August 1909.
Rekord-Regenfälle im November 2006 trieben den White River im Pacific City Park über seine Ufer und schufen so einen 100.000 m² großen See.

### Überschwemmung 2009
Am 8. Januar 2009 ließ das United States Army Corps of Engineers Wasser vom Mud Mountain Dam in den White River ab. Die Aktion war aufgrund des erhöhten Drucks auf den Damm erforderlich, welcher seine Kapazitätsgrenze aufgrund schwerer Regenfälle erreicht hatte, die in der gesamten Puget-Sound-Region fielen. Eine große Menge Wassers wurde sehr schnell abgelassen, so dass eine schnelle und massive Überschwemmung in Pacific die Folge war. Die derart Betroffenen hatten so gut wie keine Ahnung von der drohenden Katastrophe. Einer der Betroffenen war der lokal und international beachtete Musiker Jerry Miller, ein Gründungsmitglied von Moby Grape. Er war erst kurz vorher von Tacoma nach Pacific gezogen. Miller verlor so gut wie all seinen Besitz einschließlich über vierzig Jahre gesammelter Erinnerungen an seine Musikerkarriere. Hilfe für solche Betroffenen kam von der Federal Emergency Management Agency (FEMA).

## Geographie
Nach dem United States Census Bureau nimmt die Stadt eine Gesamtfläche von 6,29 km² ein, von denen 6,27 km² Land- und der Rest Wasserflächen sind. Der untere White River, auch als Stuck River bekannt, fließt durch den Ostteil von Pacific zwischen Auburn und Sumner.

## Demographie

### Census 2010
Nach der Volkszählung von 2010 gab es in Pacific 6.606 Einwohner, 2.269 Haushalte und 1.605 Familien. Die Bevölkerungsdichte betrug 1054 pro km². Es gab 2.422 Wohneinheiten bei einer mittleren Dichte von 386,4 pro km².
Die Bevölkerung bestand zu 69,2 % aus Weißen, zu 3,1 % aus Afroamerikanern, zu 1,9 % aus Indianern, zu 9 % aus Asiaten, zu 1,8 % aus Pazifik-Insulanern, zu 8,5 % aus anderen „Rassen“ und zu 6,4 % aus zwei oder mehr „Rassen“. Hispanics oder Latinos „jeglicher Rasse“ bildeten 15,1 % der Bevölkerung.
Von den 2269 Haushalten beherbergten 43 % Kinder unter 18 Jahren, 46,5 % wurden von zusammen lebenden verheirateten Paaren, 15 % von alleinerziehenden Müttern und 9,2 % von alleinstehenden Vätern geführt; 29,3 % waren Nicht-Familien. 20,9 % der Haushalte waren Singles und 5,5 % waren alleinstehende über 65-jährige Personen. Die durchschnittliche Haushaltsgröße betrug 2,88 und die durchschnittliche Familiengröße 3,32 Personen.
Der Median des Alters in der Stadt betrug 32,8 Jahre. 28,1 % der Einwohner waren unter 18, 10,1 % zwischen 18 und 24, 28,7 % zwischen 25 und 44, 25,7 % zwischen 45 und 64 und 7,2 65 Jahre oder älter. Von den Einwohnern waren 50 % Männer und 50 % Frauen.

### Census 2000
Nach der Volkszählung von 2000 gab es in Pacific 5.527 Einwohner, 1.992 Haushalte und 1.444 Familien. Die Bevölkerungsdichte betrug 833,6 pro km². Es gab 2.090 Wohneinheiten bei einer mittleren Dichte von 315,2 pro km².
Die Bevölkerung bestand zu 85,38 % aus Weißen, zu 1,43 % aus Afroamerikanern, zu 1,61 % aus Indianern, zu 4,72 % aus Asiaten, zu 0,2 % aus Pazifik-Insulanern, zu 2,95 % aus anderen „Rassen“ und zu 3,71 % aus zwei oder mehr „Rassen“. Hispanics oder Latinos „jeglicher Rasse“ bildeten 6,48 % der Bevölkerung.
Von den 1992 Haushalten beherbergten 44,2 % Kinder unter 18 Jahren, 49,8 % wurden von zusammen lebenden verheirateten Paaren, 15,3 % von alleinerziehenden Müttern geführt; 27,5 % waren Nicht-Familien. 19,8 % der Haushalte waren Singles und 3,2 % waren alleinstehende über 65-jährige Personen. Die durchschnittliche Haushaltsgröße betrug 2,77 und die durchschnittliche Familiengröße 3,16 Personen.
Der Median des Alters in der Stadt betrug 31 Jahre. 31,2 % der Einwohner waren unter 18, 9,5 % zwischen 18 und 24, 35,2 % zwischen 25 und 44, 18,7 % zwischen 45 und 64 und 5,4 65 Jahre oder älter. Auf 100 Frauen kamen 99,4 Männer, bei den über 18-Jährigen waren es 98,9 Männer auf 100 Frauen.
Alle Angaben zum mittleren Einkommen beziehen sich auf den Median. Das mittlere Haushaltseinkommen betrug 45.673 US$, in den Familien waren es 47.694 US$. Männer hatten ein mittleres Einkommen von 36.594 US$ gegenüber 28.301 US$ bei Frauen. Das Pro-Kopf-Einkommen betrug 18.228 US$. Etwa 7,9 % der Familien und 10,8 % der Gesamtbevölkerung lebte unterhalb der Armutsgrenze; das betraf 10,4 % der unter 18-Jährigen und keinen der über 65-Jährigen.

## Legislative und Exekutive
Die Stadt hat eine Bürgermeisterin, einen Stadtrat und eine Polizeistation.